# ライジング・フォー・ザ・ムーン
| 専門評論家によるレビュー | 専門評論家によるレビュー |
| レビュー・スコア         | レビュー・スコア         |
| 出典                     | 評価                     |
| ------------------------ | ------------------------ |
| オールミュージック       | [ 1 ]                    |

『ライジング・フォー・ザ・ムーン (Rising for the Moon) 』は1975年にリリースされたイギリスのフォークロックバンドフェアポート・コンヴェンションの10枚目のスタジオアルバムであり、全英アルバムチャートで52位を記録した。このアルバムはボーカリストとしてサンディ・デニーをフィーチャーした最後のフェアポートのアルバムとなった。 

## 歴史的視点
この時期、1970年代の初期のフェアポートからの残りのメンバー（デイヴ・ペグ、デイヴ・マタックス、デイヴ・スウォーブリック）にフォザリンゲイの中心メンバー（デニーとその夫のトレバー・ルーカスとジェリー・ドナヒュー）が合流したことにより、バンドは一部のファンからは - 冗談めかして - 「フォザリンゲイ・コンヴェンション」や「フォザリンポート・コンフュージョン (Fotheringport Confusion)」などと称されていた。オーストラリア人のルーカスとアメリカ人のドナヒューは、1973年にアルバム『ロージー (Rosie)』のレコーディングのためにペグ、スウォーブリック、ドラマーのマタックスに加わった。デニーは1974年のツアー中にバンドと一緒に行動し、ステージで演奏を始めていた。
このアルバムは製作にジョン・ウッドを関与させない最初のフェアポート・コンヴェンションのアルバムであるとともに、トラディショナルな楽曲を一曲も取り上げない唯一のアルバムとなった。数多くのフォークロックの文脈に強く根差した楽曲が書かれた状態で録音セッションのためにスタジオに入ったが、プロデューサーのグリン・ジョンズはより洗練されポップな影響を受けたサウンドをレコーディングにもたらした。セッションの途中でマタックスがバンドを離れ、後任のドラマーはブルース・ローランドとなった。 
このアルバムは1989年の Red＆Gold 以前で英国でチャートインした最後のフェアポートのレコードとなった。1975年7月12日にチャートに登場したがチャートにとどまったのはわずか1週間で、52位だった。バンド（特にデニー）は『ライジング・フォー・ザ・ムーン』が最終的には自分たちの画期的なアルバムとなることを期待していたが、期待したような人気のレベルは決して実現せず、1975年12月、アルバムを引っ提げてツアーを行った後にドナヒューがバンドを去り、すぐにデニーとルーカスが続いた。フェアポート・コンヴェンションとして続ける中でペグ、スワーブリック、ローランドは、創設メンバーのサイモンニコルに帰国するよう説得する前に、何人かの短期の交代要員を採用した。

## トラックリスト
| #  | タイトル                                                 | 作詞 | 作曲・編曲 | リードボーカル   | 時間 |
| -- | -------------------------------------------------------- | ---- | ---------- | ---------------- | ---- |
| 1. | 「ライジング・フォー・ザ・ムーン」(デニー)               |      |            | デニー           | 4:08 |
| 2. | 「レストレス」(ルーカス、ピート・ロッシュ)               |      |            | ルーカス         | 4:00 |
| 3. | 「ホワイト・ドレス」(スウォーブリック)                   |      |            | デニー           | 3:44 |
| 4. | 「レット・イット・ゴー」(デニー、ペグ、スウォーブリック) |      |            | スウォーブリック | 2:00 |
| 5. | 「ストレンジャー・トゥ・ヒムセルフ」(デニー)             |      |            | デニー           | 2:52 |
| 6. | 「ホワット・イズ・トゥルー」(デニー)                     |      |            | デニー           | 3:33 |

| #   | タイトル                                           | 作詞 | 作曲・編曲 | リードボーカル   | 時間 |
| --- | -------------------------------------------------- | ---- | ---------- | ---------------- | ---- |
| 7.  | 「アイアン・ライオン」(ルーカス)                   |      |            | ルーカス         | 3:28 |
| 8.  | 「ドーン」(デニー、ドナヒュー)                     |      |            | デニー           | 3:42 |
| 9.  | 「アフター・ハロウィーン」(デニー)                 |      |            | デニー           | 3:38 |
| 10. | 「ナイト・タイム・ガール」(ペグ、スウォーブリック) |      |            | スウォーブリック | 2:56 |
| 11. | 「ワン・モア・チャンス」(デニー)                   |      |            | デニー           | 7:52 |

### ボーナス再発行トラック
1. 「ティアーズ」（ルーカス）-4:09
2. 「ライジング・フォーザ・ムーン」[10]（デニー）-3:06
3. 「ストレンジャー・トゥ・ヒムセルフ」（デニー）-2:17
4. 「ワン・モア・チャンス」（デニー）-3:46

## パーソネル
- サンディ・デニー - ボーカル、ピアノ（1、10）、エレクトリックピアノ（3、6、9）
- トレバー・ルーカス - ボーカル、リズムギター（1-8、10-11）
- デイヴ・スウォーブリック - ボーカル、バイオリン（1-3、7-8、10-11）、ヴィオラ（3、9）、マンドリン（3）、ダルシマー（5）、オートハープ（3）、アコースティックギター（6、9）
- ジェリー・ドナヒュー - リードギター
- デイヴ・ペグ - ベース、エレキギター（8）、バッキングボーカル（1-2、7-8、10）
- デイヴ・マタックス - ドラムス（1-3、8、11）[5]
- ブルース・ローランド - ドラムス（4-7、9-10）

## 参考資料
- Humphries, Patrick (1982). Meet on the Ledge: A History of Fairport Convention. London: Eel Pie Publishing. ISBN 0-906008-46-8  Humphries, Patrick (1982). Meet on the Ledge: A History of Fairport Convention. London: Eel Pie Publishing. ISBN 0-906008-46-8  Humphries, Patrick (1982). Meet on the Ledge: A History of Fairport Convention. London: Eel Pie Publishing. ISBN 0-906008-46-8
- Roberts, David, ed (2006) [1977]. British Hit Singles & Albums (19th ed.). London: Guinness World Records. ISBN 1-904994-10-5  Roberts, David, ed (2006) [1977]. British Hit Singles & Albums (19th ed.). London: Guinness World Records. ISBN 1-904994-10-5  Roberts, David, ed (2006) [1977]. British Hit Singles & Albums (19th ed.). London: Guinness World Records. ISBN 1-904994-10-5